# Еренберг (Хилдбургхаузен)
Еренберг (њем. Ehrenberg) општина је у њемачкој савезној држави Тирингија. Једно је од 43 општинска средишта округа Хилдбургхаузен. Према процјени из 2010. у општини је живјело 204 становника. Посједује регионалну шифру (AGS) 16069009.

## Географски и демографски подаци
Еренберг се налази у савезној држави Тирингија у округу Хилдбургхаузен. Општина се налази на надморској висини од 429 метара. Површина општине износи 2,1 km². У самом мјесту је, према процјени из 2010. године, живјело 204 становника. Просјечна густина становништва износи 98 становника/km².